# Johanna (Flandern)

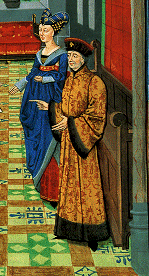
Gräfin Johanna I. von Flandern und Hennegau mit ihrem zweiten Ehemann, Thomas von Savoyen. (Ausschnitt einer Miniatur aus den Chroniques de Hainaut von Jean Wauquelin, 15. Jahrhundert)

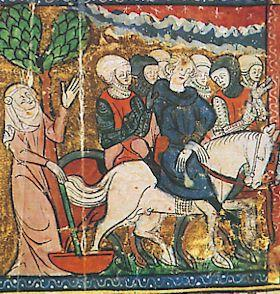
Johanna von Flandern betrauert die Gefangennahme ihres ersten Mannes, Ferrand von Portugal, nach der Schlacht bei Bouvines. Illustration aus dem 14. Jahrhundert. Grandes Chroniques de France, Castres, Bibliothèque municipale.

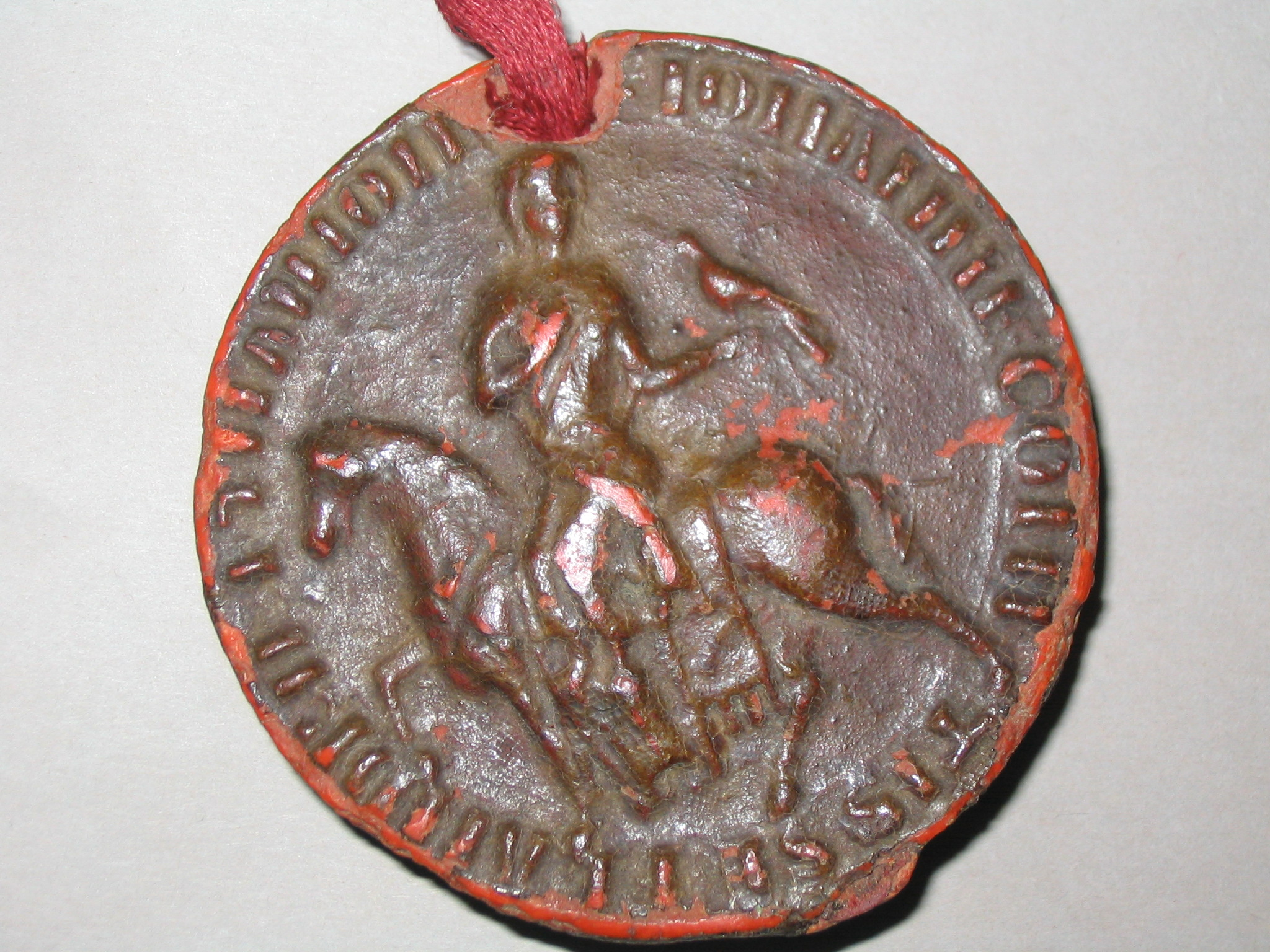
Siegel von Johanna von Konstantinopel. Sie wählte, wie die Reitersiegel der Männer, ein rundes Siegel und ließ sich auf einem Pferd mit einem Falken in der Hand darstellen

Johanna, auch genannt Johanna von Konstantinopel (* 1200; † 5. Dezember 1244 in Marquette-lez-Lille) war ab 1205 eine Gräfin von Flandern und Hennegau. Sie war die ältere von zwei Töchtern des Grafen Balduin IX. von Flandern (Balduin VI. von Hennegau) und der Marie von Champagne.

## Leben
Im Jahr 1198 hatte Fulko von Neuilly im Auftrag des Papstes Innozenz III. den Kreuzzug gepredigt; Graf Balduin IX. war einer der Ersten, die dem Aufruf folgten.
Im Jahr 1200 wurde Johanna geboren, 1202 folgte ihre Schwester Margarete. Im Sommer 1202 brachen die Kreuzritter von Venedig aus zum Vierten Kreuzzug auf, unter ihnen befanden sich auch Johannas Eltern. Graf Balduin hatte seine beiden Grafschaften wie auch die Töchter der Obhut seines Bruders, Markgraf Philipp von Namur, anvertraut. Marie von Champagne starb am 9. August 1204 im Heiligen Land. Graf Balduin, der im gleichen Jahr erster Kaiser des Lateinischen Kaiserreichs von Konstantinopel geworden war, geriet am 11. Juni 1205 in die Gefangenschaft der Bulgaren, in der er starb. Johanna erbte als sein ältestes Kind Flandern und Hennegau, die einstweilen von Philipp von Namur weiter regiert wurden.
Während eines Kriegs mit Frankreich geriet Philipp von Namur in die Gefangenschaft Königs Philipps II. August, aus der er sich nur freikaufen konnte, indem er im August 1210 die Ehe mit der Prinzessin Maria einging. Weiterhin musste er seine beiden Nichten der Obhut des französischen Königshofs übergeben, womit auch die Regierung in Flandern und Hennegau von der Krone übernommen wurde. Am 1. Januar 1212 wurde Johanna auf Veranlassung des Königs mit dem portugiesischen Prinzen Ferdinand (Ferrand), einem Sohn des Königs Sancho I. von Portugal, verheiratet. Ferdinand wurde so Johannas Mitgraf in Flandern und Hennegau.

### Gefangennahme
Auf ihrem Weg nach Flandern wurden Johanna und Ferrand von dem Kronprinzen Ludwig gefangen genommen, der somit die Herausgabe des Erbes seiner Mutter, Isabella von Hennegau, einer Tante Johannas, erzwingen wollte. Dieses Erbe umfasste die Grafschaft Artois wurde aber einst von Johannas Vater nach Isabellas Tod (1190) gewaltsam zurückbehalten. Nachdem Johanna und Ferdinand die Städte Aire-sur-la-Lys und Saint-Omer an den Prinzen abgetreten hatten, wurden sie freigelassen. Sie schlossen sich aber im Gegenzug umgehend den alten Verbündeten Balduins, dem englischen König Johann Ohneland und dem deutschen König Otto IV., an und stellten sich in offener Rebellion gegen Frankreich. 1213 marschierte König Philipp II. in Flandern ein und nötigte Ferrand zur Flucht nach England.
1214 kehrte Johannas Mann nach Flandern zurück und schloss sich dem Heer Kaiser Ottos IV. an, aber am 27. Juli 1214 wurden sie in der Schlacht bei Bouvines vernichtend geschlagen. Ferrand fiel dabei in französische Gefangenschaft, aus der erst mehr als 12 Jahre später, im Januar 1227, freikam. Johanna regierte nun Flandern und Hennegau alleine.

### Streit mit Margarete
In diesen Jahren führte sie eine Auseinandersetzung mit Burkhard von Avesnes, der ihre Schwester Margarete geheiratet hatte. Da dieser aber geistliche Weihen empfangen hatte, galt diese Ehe als ungültig. Da Johanna keine eigenen Kinder hatte, war somit die Erbfolge zu ihrer Schwester gefährdet. Im Jahr 1216 erreichte sie bei Papst Innozenz III. Burkhards Exkommunikation, worauf sich Margarete 1220 von ihm trennte. Im Jahr 1225 trat in Flandern ein Mann auf, der behauptete, er sei der nach 20 Jahren Abwesenheit zurückgekehrte Graf Balduin. Mit dieser Behauptung fand er in vielen Kreisen auch Unterstützung. Lediglich mit Hilfe ihres Vetters Ludwig, jetzt König Ludwig VIII. von Frankreich, konnte Johanna einen Aufstand zu Gunsten des Betrügers unterdrücken. Ferrand kehrte 1227 aus der Gefangenschaft zurück. 1231 bekam Johanna eine Tochter, die bereits 1235 starb, 2 Jahre nach Ferrands Tod. 1234 hatte sie Johann von Nesle die Burggrafschaft Brügge abgekauft. Am 2. April 1237 heiratete Johanna den Grafen Thomas II. von Savoyen, der ab 1239 als ihr Ehemann ebenfalls den Titel eines Grafen von Flandern und Hennegau führte. Da Johanna am 5. Dezember 1244 kinderlos starb, gingen die Grafschaften an ihre Schwester Margarete, womit aber auch aufgrund deren familiärer Probleme der flämische Erbfolgekrieg ausgelöst wurde.
Johanna wurde in der Zisterzienserabtei von Marquette bestattet.